# Gubbmossa
Gubbmossa (Coscinodon cribrosus) är en bladmossart som beskrevs av Richard Spruce 1849. Gubbmossa ingår i släktet Coscinodon och familjen Grimmiaceae. Enligt den finländska rödlistan är arten starkt hotad i Finland. Arten är reproducerande i Sverige. Artens livsmiljö är andra solbelysta klippor. Inga underarter finns listade i Catalogue of Life.